# Markýz z Willingdonu
Markýz z Willingdonu byl britský šlechtický titul. Byl vytvořen 26. května 1936 pro politika a guvernéra Freemana Freeman-Thomase. 
Před vytvořením titulu získal již titul Baron Willingdon (1910). Poté dne 23. června 1924 získal titul Vikomt Willingdon a 20. února 1931 titul Vikomt Ratendone a Hrabě Willingdon.
Po jeho smrti roku 1941, zdědil tento titul jeho syn Inigo. Titul zanikl 19. března 1979 po smrti Iniga.

## Markýzové z Willingdonu
- Freeman Freeman-Thomas, 1. markýz z Willingdonu (1866–1941)
  - Hon. Gerard Frederick Freeman-Thomas (1893–1914)
- Inigo Freeman-Thomas, 2. markýz z Willingdonu (1899–1979)